# Tipula (Microtipula) luteidorsata
Tipula (Microtipula) luteidorsata is een tweevleugelige uit de familie langpootmuggen (Tipulidae). De soort komt voor in het Neotropisch gebied.